# Антяшкинская волость
Антяшкинская волость — волость в Бирском уезде Уфимской губернии. Волостной центр — деревня Антяшкино (1913; ныне Атняшка (Пермский край)). Ныне территория Чернушинского района и городского округа в Пермском крае России.

## Состав
- 1. Александровские Ключи
- 2. Ведерникова
- 3. Верхне-Атняшева
- 4. Дмитриевский
- 5. Кузнецова
- 6. Лысая Гора
- 7. Мокрушинский
- 8. Нижне-Атняшева
- 9. Новый Трун
- 10. Озерский
- 11. Ореховая Гора
- 12. Павловский
- 13. Средне-Атняшева
- 14. Троицкий
- 15. Улык-Гора
- 16. хутора при деревне Ведерниковой
- 17. хутора при деревне Ореховая Гора
- 18. хутора при деревне Улык-Гора